# Pierrot (målning)
Pierrot, också känd som Gilles, är en oljemålning av den franske rokokokonstnären Antoine Watteau. Den målades omkring 1718–1719 och ingår i Louvrens samlingar i Paris sedan 1869.
Pierrot är en vitklädd och vitsminkad pantomimfigur med lite sorgsen uppsyn; en föregångare till cirkusens clown. Pierrot är utvecklad ur tjänaren Pedrolino i den italienska teaterformen commedia dell'arte. Teatermotiv är återkommande i Watteaus måleri, framför allt commedia dell'arte som består av jonglörer, akrobater, narrar, glatt poserande skådespelare och vackra kvinnor. Det fanns ett galleri av stående figurer däribland Pierrot, Harlekin och Colombina. Watteau tog dock figurerna från teaterscenen och placerade dem i ett parklandskap, vilket var ovanligt. 
Watteau var vid verkets tillkomst svårt sjuk i tuberkulos och dog två år senare (1721), endast 36 år gammal. 

## Relaterade målningar

Watteaus Den italienska serenaden (cirka 1716–1719) på Nationalmuseum i Stockholm. Pierrot spelar en serenad för en ung flicka, möjligen Colombina, medan bland andra Scaramouche och en gycklare ser på.
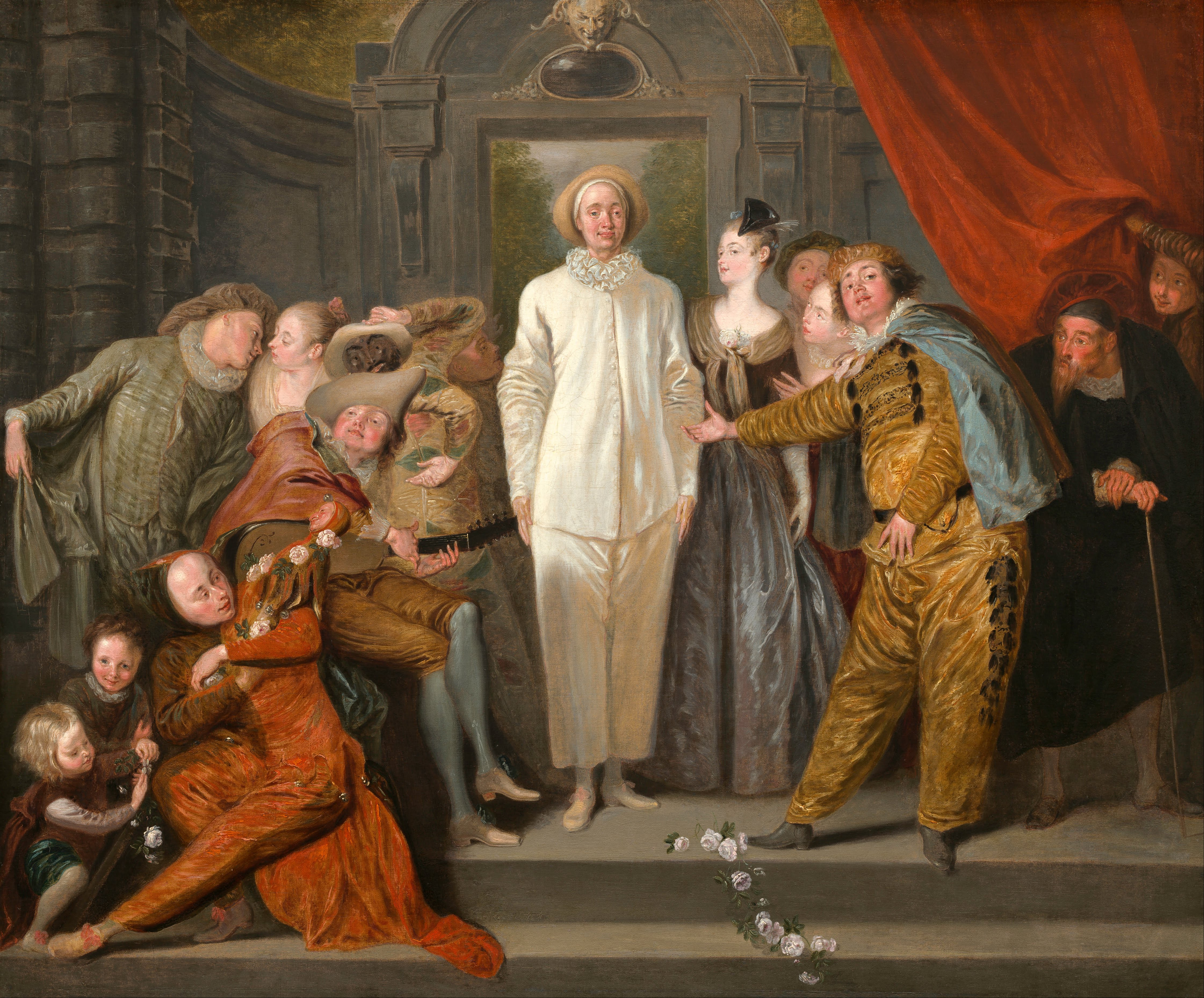
Watteaus Les Comédiens italiens (cirka 1720) på National Gallery of Art i Washington.